# Reine Mézeray
Pour les articles homonymes, voir Mézeray.
Reine Mézeray, née à Bordeaux le 4 juillet 1853 et probablement morte avant 1901, est une soprano française qui s'est produite en France et en Belgique au milieu du XIXe siècle. Soprano dramatique, elle a une voix de « Falcon », très belle et très étendue.
Elle est l'une des filles du musicien Louis Charles Lazare Costard de Mézeray, chef d'orchestre du Grand Théâtre de Bordeaux. Ses sœurs Caroline, Henriette et Cécile Mézeray étaient aussi des cantatrices professionnelles,. 

## Biographie

### Jeunesse et famille
Reine Henriette Émilie Costard Mézeray est née à Bordeaux en 1853, fille de Louis Charles Lazare Costard Mézeray, alors professeur de musique, et d'Henriette Rosalie Halbedel, son épouse, mariés six ans plus tôt. Elle a de nombreux frères et sœurs,.
En 1879, elle donne naissance à une fille naturelle, qu'elle prénomme Cécile, comme l'une de ses sœurs.

### Carrière
Reine Mézeray tient l'emploi de « Falcon ». Elle chante avec sa sœur Cécile (chanteuse légère) au grand théâtre de Montpellier en 1875, le rôle de Valentine dans Les Huguenots, Le rôle de Léonore dans Le Trouvère, celui de Rachel dans La Juive, dans Robert le diable, dans le Bal masqué. Elle chante à Vichy, dans le rôle de Valentine en 1876, à Nantes.
Fin 1876, elle intègre la troupe du théâtre royal d'Anvers comme « forte chanteuse », où elle chante dans Robert le diable, le rôle d’Hélène dans Jérusalem, Mignon dans l'opéra éponyme, Gilda dans Rigoletto, le rôle titre dans Carmen en 1877, dans La Juive en 1881.
En 1878, elle fait ses débuts au Grand-Théâtre de Lyon, où elle crée le rôle principal dans Étienne Marcel de Saint-Saëns en 1879. Elle chante Guillaume Tell et La Juive à Angers en 1880 et L'Africaine à Lyon en 1881.
Elle est engagée à Dijon en 1883, puis au Lyrique-Populaire, fin 1883 et débute par le rôle de Léonore, du Trouvère et de nouveau Carmen. Elle joue aussi Léonore dans La Favorite, au théâtre royal d'Anvers en 1886. Il semble qu'elle se soit produite pour la dernière fois le 26 janvier 1892 dans La Favorite au théâtre municipal de Tours.

### Décès
Ses date et lieu de décès ne sont pas connus. En 1901, le journal La Petite Gironde indique que « Caroline et Reine Mézeray sont mortes depuis plusieurs années déjà »,.

## Création
- Béatrix Marcel dans Étienne Marcel de Camille Saint-Saëns sur un livret de Louis Gallet, créé à Lyon le 8 février 1879 au Grand-Théâtre de Lyon.

## Source
- Le Monde artiste puis "illustré", Paris, 1862-1914 (lire en ligne), lire en ligne sur Gallica
- La Comédie, Paris, 1863-1879 (lire en ligne), lire en ligne sur Gallica